# Børge Ousland
Børge Ousland (født 31. maj 1962 i Oslo) er en norsk polarfarer, fotograf, forfatter og foredragsholder, som er specielt kendt for sine ekspeditioner til polarområderne.
Ousland er uddannet dykker, og arbejdede i perioden 1984–1993 som mætningsdykker i Nordsøen. I perioden 1989–1991 var han tilknyttet Marinejægerkommandoen.

## Ekspeditioner

### Grønland
I 1986 gik Ousland på ski over Grønland sammen med Agnar Berg og Jan Morten Ertsaas. På 37 dage gik de fra Ammassalik på østkysten til Uummannaq på vestkysten, en distance på 800 km i luftlinje.

### Nordpolen 1990
8. marts–4. maj 1990 gik Ousland sammen med Geir Randby og Erling Kagge over polisen fra Ellesmere Island i Canada til Nordpolen, uden at modtage forsyninger undervejs. I luftlinje er denne tur også 800 km. Ousland og Kagge gennemførte, og brugte 58 dage på turen. Ingen havde tidligere klaret sådan en tur.

### Nordpolen 1994
2. marts–22. april 1994 gik Ousland alene til Nordpolen uden efterforsyning. Han startede fra Kap Arktichesky i Nord-Sibirien.
Efter denne tur var Ousland beskæftiget på heltid med ekspeditioner og opgaver knyttet til disse.

### Nordpolen 2006
20. januar–23. marts 2006 gik Ousland sammen med Mike Horn fra Kap Artichesky, det nordligste punkt i Rusland, til Nordpolen. De er de første som nogensinde har taget turen på ski i vintermørket.

### Antarktis

#### Første forsøg
Ousland havde i 1995 som mål at blive den første som alene, og uden støtte, at have krydse Antarktis fra kyst til kyst, via Sydpolen. Som følge af en frostskade måtte han give tabt efter at sydpolspunktet var passeret, men blev med dette den første som havde gået alene og uden efterforsyninger til begge poler.

#### Andet forsøg
I 1996-1997 gennemførte Ousland krydsningen, alene og uden efterforsyninger. Han startede 15. november på Berkner Island i Weddelhavet, med mål i McMurdo ved Rosshavet 17. januar. Da havde han tilbagelagt en distance på 2845 kilometer.

### Arktis
I 2001 gik Ousland alene over Arktis, fra Sibirien til Canada via polpunktet, en tur han brugte 82 dage på.

### Den Patagonske indlandsis
I 2003 krydsede Ousland og fjeldklatreren Thomas Ulrich den sydlige Patagonske indlandsis Hielo Sur på grænsen mellem Argentina og Chile. Dette er verdens tredje største isbræ efter Antarktis og Grønland. Også denne ekspeditionen blev gennemført uden efterforsyninger.

## Filmografi
- 2001 Det store hvite (Førstepris i Moscow Adventure Film Festival og i Torello Mountain Film Festival)
- 1997 Alene over Sydpolen
- 1994 Alene til Nordpolen (Førstepris i Dijon Adventure Film Festival).
- 1991 Nordpolen det siste kappløpet